# Leptoneta xui
Leptoneta xui är en spindelart som beskrevs av Chen, Gao och Zhu 2000. Leptoneta xui ingår i släktet Leptoneta och familjen Leptonetidae. Inga underarter finns listade i Catalogue of Life.